# Edwin Lester Linden Arnold
Edwin Lester Linden Arnold (n. 14 mai 1857, Swanscombe⁠(d), Swanscombe and Greenhithe⁠(d), Anglia, Regatul Unit al Marii Britanii și Irlandei – d. 1 martie 1935, Swanscombe⁠(d), Swanscombe and Greenhithe⁠(d), Anglia, Regatul Unit) a fost un autor englez. Majoritatea lucrărilor sale au fost publicate cu numele Edwin Lester Arnold.
Arnold s-a născut în Swanscombe, Kent, fiind fiul lui Sir Edwin Arnold. Și-a petrecut cea mai mare parte a copilăriei în India, dar s-a întors în Anglia pentru a studia agricultura și ornitologia. A devenit jurnalist în 1883, publicându-și primele cărți A Summer Holiday In Scandinavia (1877) și Bird Life In England (1887) înainte de a-și scrie primul roman The Wonderful Adventures of Phra the Phoenician, aventurile unui războinic care călătorește în timp, fiind martor la invaziile Angliei. Phra a fost publicat pentru prima dată în 24 de părți în prestigiosul Illustrated London News, și publicat ulterior sub formă de carte în Statele Unite și Marea Britanie.
Arnold a scris mai târziu alte romane, printre care Rutherford the Twice-Born și Lepidus the Centurion: A Roman of Today (1901), ambele eșuând comercial. În 1905, Arnold și-a publicat cel mai cunoscut roman, Lieutenant Gullivar Jones: His Vacation, cunoscut și sub numele de Gulliver of Mars, (1905). Primele critici au fost lipsite de entuziasm, făcându-l pe Arnold să nu mai scrie ficțiune.

## Moștenire
Romanul lui Arnold Lieutenant Gullivar Jones: His Vacation este considerat important pentru literatura științifico-fantastică din secolul 20, probabil inspirând seria lui Edgar Rice Burroughs, Barsoom, scrisă șase ani mai târziu. Personajul lui Burroughs John Carter, introdus în romanul Prințesa marțiană (1917), are lucruri în comun cu personajul lui Arnold, Gullivar. De exemplu, amândoi sunt soldați din Sudul Statelor Unite care ajung pe Marte și trec prin numeroase peripeții. Totuși, personajul lui Carter are mai multe lucruri în comun cu o creație precedentă a lui Arnold, Phra.